# Provisorische Nationalregierung
Die Provisorische Nationalregierung (ungarisch Ideiglenes Nemzeti Kormány) auch Kabinett Miklós genannt, war eine Regierung des Königreichs Ungarn von 1944 bis 1945. Es wurde am 22. Dezember 1944 von Béla Miklós gebildet und bestand bis 15. November 1945. Sie war bis zu deren Bestehen die Gegenregierung zum faschistischen Kabinett Szálasi in den sowjetisch eroberten Teilen Ungarns.

## Minister
Parteien:
_ Magyar Kommunista Párt (Ungarische Kommunistische Partei)
_ Magyarországi Szociáldemokrata Párt (Ungarische Sozialdemokratische Partei)
_ Független Kisgazdapárt (Unabhängige Partei der Kleinlandwirte)
_ Nemzeti Parasztpárt (Nationale Partei der Bauern)
_ parteilos
| Amt                                | Amtsträger | Amtsträger        | Beginn Amtszeit   | Ende Amtszeit     |
| ---------------------------------- | ---------- | ----------------- | ----------------- | ----------------- |
| Ministerpräsident                  |            | Béla Miklós       | 22. Dezember 1944 | 15. November 1945 |
| Innenminister                      |            | Ferenc Erdei      | 22. Dezember 1944 | 15. November 1945 |
| Außenminister                      |            | János Gyöngyösi   | 22. Dezember 1944 | 15. November 1945 |
| Verteidigungsminister              |            | János Vörös       | 22. Dezember 1944 | 15. November 1945 |
| Finanzminister                     |            | István Vásáry     | 22. Dezember 1944 | 21. Juli 1945     |
| Finanzminister                     |            | Imre Oltványi     | 21. Juli 1945     | 15. November 1945 |
| Justizminister                     |            | Ágoston Valentiny | 22. Dezember 1944 | 21. Juli 1945     |
| Justizminister                     |            | István Ries       | 21. Juli 1945     | 15. November 1945 |
| Ackerbauminister                   |            | Imre Nagy         | 22. Dezember 1944 | 15. November 1945 |
| Minister für Kultus und Unterricht |            | Géza Teleki       | 22. Dezember 1944 | 13. November 1945 |
| Minister für Handel und Verkehr    |            | József Gábor      | 22. Dezember 1944 | 11. Mai 1945      |
| Minister für Handel und Verkehr    |            | Ernő Gerő         | 11. Mai 1945      | 15. November 1945 |
| Minister für Industrie             |            | Ferenc Takács     | 22. Dezember 1944 | 1. Juli 1945      |
| Minister für Industrie             |            | Antal Bán         | 1. Juli 1945      | 15. November 1945 |
| Minister für Volkswohl             |            | Erik Molnár       | 22. Dezember 1944 | 13. November 1945 |